# Iller
Iller je řeka v Německu. Protéká spolkovými zeměmi Bavorsko a Bádensko-Württembersko. Délka jejího toku je 163 km. Plocha povodí měří 2200 km².

## Průběh toku
Pramení v Allgäuských Alpách. Na dolní toku protéká Švábsko-bavorskou vrchovinou. Ústí zprava do Dunaje.

## Vodní režim
Nejvyšších vodních stavů dosahuje v létě a nejnižších v zimě. Průměrný průtok vody v ústí činí 70 m³/s a maximální až 1000 m³/s.

## Využití
Na řece bylo vybudováno několik vodních elektráren. Slouží k plavení dřeva. Na řece leží města Sonthofen, Kempten im Allgäu